# پریهان ماغدن
پریهان ماغدن (متولد:۱۹۶۰میلادی، استانبول) روانشناس و نویسنده ترک‌تبار ترکیه و فارغ التحصیل از دانشگاه روبرت و دانشگاه بغازیچی است. او یکی از نویسندگان روزنامهٔ طرف در ترکیه است.

## آثار

### دو دختر
دو دختر نام یکی از رمان‌های پریهان ماغدان می‌باشد که در سال ۲۰۰۲ انتشار یافت.